# Самарийдигерманий
Сама̀рийдигерма́ний — бинарное неорганическое соединение, интерметаллид
самария и германия
с формулой Ge2Sm,
кристаллы.

## Получение
- Сплавление стехиометрических количеств чистых веществ:

{\displaystyle {\mathsf {Sm+2Ge\ {\xrightarrow {T}}\ Ge_{2}Sm}}}

## Физические свойства
Самарийдигерманий образует кристаллы
тетрагональной сингонии, пространственная группа I 41/amd, параметры ячейки a = 0,4183 нм, c = 1,3810 нм, Z = 4,
структура типа дисилицида циркония ZrSi2
.
Соединение образуется по перитектической реакции
.